# Gádor
Gádor és una localitat de la província d'Almeria, Andalusia. L'any 2022 tenia 3.018 habitants. La seva extensió superficial és de 87,6 km² i té una densitat de 34,4 hab/km². Les seves coordenades geogràfiques són 36° 57′ N, 2° 29′ O. Està situada a una altitud de 173 metres i a 15 quilòmetres al nord-oest de la capital de la província, Almeria.
El municipi és conegut per una activitat agrícola basada principalment en el conreu de tarongers a ambdues bandes del riu Andarax.

## Demografia
| 1842  | 1877  | 1887  | 1897  | 1900  | 1910  | 1920  | 1930  | 1940  | 1950  | 1960  | 1970  | 1981  | 1991  | 2001  | 2011  | 2022  |
| ----- | ----- | ----- | ----- | ----- | ----- | ----- | ----- | ----- | ----- | ----- | ----- | ----- | ----- | ----- | ----- | ----- |
| 1.702 | 2.437 | 2.787 | 2.806 | 2.987 | 3.301 | 2.877 | 2.894 | 2.996 | 3.022 | 3.161 | 3.117 | 2.557 | 2.514 | 2.686 | 3.190 | 3.018 |